# مرآة مرآة (فلم)
مرآتي يا مرآتي (بالإنجليزية: Mirror Mirror) هو فيلم كوميدي خيالي مبني على قصة «بياض الثلج» للأخوين غريم. وهو من إخراج تيرسم سينغ، ومن بطولة كل من: ليلي كولينز، جوليا روبرتس، آرمي هامر، ناثان لين، وشون بين. أما اسم الفيلم فهو مشتق من الكلمات التي تقولها الملكة الشريرة للمرآة السحرية: «مرآتي مرآة الحائط، من الأجمل من بينهن؟» كما رُشّح الفيلم لنيل جائزة الأوسكار لأفضل تصميم ملابس.

## القصة
ماتت والدة بياض الثلج أثناء ولادتها، فيتزوج والدها الملك (شون بين) من سلمنتيانا (جوليا روبرتس) أجمل امرأة على الأرض. وفي يوم ما يذهب الملك لمحاربة الأعداء، إلا أنه لا يرجع أبداً. فأصبحت الملكة سلمنتيانا هي المسؤولة عن المملكة في أثناء غياب الملك وأبقت بياض الثلج في القصر ولم تدعها تخرج.
بعد عشر سنوات وذلك بعد أن بلغت بياض الثلج (ليلي كولينز) الثامنة عشر أرادت الخروج من القصر ورؤية مملكتها. فغادرت القصر بعد أن خالفت قواعد الملكة التي وضعتها في غياب أبيها. وعندما وصلت إلى الغابة، التقت مصادفة بالأمير أندرو ألكوت (آرمي هامر) هو ومساعده الذين تعرضوا للسرقة من قبل الأقزام اللصوص. وعندما حررتهما من فخ الأقزام، ترى بياض الثلج الأمير بوضوح ولكن كل منهما يذهب في حال سبيله. وتصل بياض الثلج إلى المدينة، إلا أنها تُفاجئ بحال أهلها. فقد أصبحت مدينة تعيسة وكئيبة وذلك بسبب الضرائب التي تفرضها عليهم الملكة الشجعة.
في هذه الأثناء يصل الأمير ألكوت إلى القصر. فتحاول الملكة سلمنتيانا استمالة الأمير الشاب وبالتالي الحصول على ثروته الكبيرة وحل مشكلاتها المالية، إلا أن بياض الثلج تقابل الأمير في الحفلة الراقصة وتطلب منه مساعدتها في استعادة مملكة أبيها المنهوبة. فتلاحظ سلمنتيانا أن بياض الثلج تتحدث من الأمير فتأمر خادمها برايتون (ناثان لين) بأخذ الأميرة إلى الغابة وإطعامها للوحش (فرانك يلكر) الذي يعيش هناك. فيأخذها برايتون إلى الغابة ولكنه يطلق سراحها ويحثها على الهرب. فتبدأ بياض الثلج بالجري هرباً من الوحش، فتصتدم بجذع شجرة فتدوخ وتسقط عند باب بيت الأقزام السبعة. ثم تستيقظ لتجد حولها سبعة أقزام هم: غريم (داني ودبرن)، بوتشر (مارتن كلبا)، وولف (سيباستيان ساراسينو)، نابليون (جوردان برنتيس)، هالف باينت (مارك بوفينيل)، جروب (جو جنوفو)، وتشاك (رونالد لي كلارك).
ثم تأمر الملكة برايتون بجمع ضرائب أخرى. فيذهب برايتون ويحصل عليها ولكن في طريق العودة إلى القصر يقوم الأقزام بمهاجمة برايتون وسرقة المال. وتقنعهم بياض الثلج بضرورة إرجاع المال إلى أهالي القرية. وعندما تُعطي بياض الثلج الأموال لقاضي المدينة (أليكس لافانوفسي) يقوم بالإعلان أمام الملأ بأن بياض الثلج هي من أعادت الأموال. ولكنها تتكلم وتقول بأن الفضل يعود في هذا للأقزام السبعة. مما يجعل بياض الثلج والأقزام محبوبين من قبل الأهالي.
في تلك الأوقات تبلّغ الملكة سلمنتيانا الأمير بأن بياض الثلج قد قضت نحبها. وفي نفس اللحظة يدخل برايتون ويخبر الملكة بأن أموال الضرائب سُرقت من قبل قطاع الطرق الذين هاجموه. فيقرر الأمير الذهاب إلى الغابة ليضع حداً لهم. وفي الغابة يلتقي الأمير ببياض الثلج ويكتشف بأنها مازالت حيّة وأنها متحالفة مع قطاع الطرق الأقزام. فيتبارز كل من الأمير وبياض الثلج لاعقادهما أن كل منهما على خطأ. فينهزم الأمير ويعود إلى القصر ويخبر الملكة بأن بياض الثلج مازالت على قيد الحياة.
وبعد ذلك تذهب الملكة إلى مرآتها السحرية التي هي انعكاس لصورتها. وتطلب منها إعطائها وصفة سحرية لتوقع الأمير في حبّها. فتحذرها المرآة بأن هناك ثمناً لاستخدام السحر الأسود ولكن سلمنتيانا ترفض الاستماع لها. فتدلها على مكان الوصفة، وبعد أن يشرب الأمير منها تكتشف بأنها وصفة «جرو الحب» فيصبح الأمير مثل الكلب في حبه للملكة. وتحت تأثير الوصفة يوافق الأمير بالزواج من الملكة. ثم تستخدم الملكة السحر الأسود لإنشاء دميتين خشبيتين عملاقتين وتضعهما في الغابة وتستخدمهما في محاولة القضاء على بياض الثلج والأقزام. وأثناء الهجوم استطاعت بياض الثلج قطع حبال التحريك في الدميتين وتحطيمهما.
بعد ذلك تذهب بياض الثلج والأقزام إلى الزفاف ويقومون بتخريبه، فتغضب الملكة من ذلك وتريد قتلها بنفسها. وبالعودة إلى الغابة، فما يزال الأمير تحت تأثير الوصفة السحرية التي تجعله يرغب في العودة للملكة. ولكن بواسطة قبلة صادقة من بياض الثلج للأمير يُكسر تأثير الوصفة ويعود الأمير إلى رشده.
الملكة في هذا الوقت تتحكم بوحش الغابة وتأمره بالقضاء على بياض الثلج والأقزام. ولكن الوحش يتردد بالقضاء عليها، فتلاحظ بياض الثلج بأنه يرتدي قلادة مماثلة لتلك القلادة التي ترتديها الملكة. فبدلاً من أن تقتل الوحش تقوم بقطع القلادة باستخدام خنجر والدها فيمتلئ المكان بضوء ساطع بسبب قطع القلادة. ثم يتحول الوحش، فإذا هو والد بياض الثلج والملكة هي من حولته لهذا الشكل. أما الملكة فتبدأ تشيخ بسرعة كبيرة، فتقول لها المرآة بأنه هذه هي نتيجة استخدام السحر الأسود.
وبعد شكر الملك الأمير على مساعدته يوافق على زواج الأمير آلكوت من بياض الثلج. وخلال حفل الزفاف، تظهر العجوز الشمطاء وفي يدها تفاحة مسمومة تُقدّمها لبياض الثلج كهدية لزفافها. فتدرك بياض الثلج أن هذه العجوز ما هي إلا سلمنتيانا، فتأخذ بياض الثلج التفاحة وتقطع لها قطعة. فتقبل سلمنتيانا الهزيمة وتأخذ التفاحة وتموت.
وفي ختام الفيلم ينكشف ماذا حدث للأقزام بعد ذلك: بوتشر يصبح بطلاً في المصارعة، نابليون يصبح مصفف شعر، وولف يعود إلى موطنه، جروب يحصل على الطعام، تشاك ينضم إلى السيرك الملكي، غريم يكتب كتاباً عن القصص الخيالية، وهالف باينت يقع في الحب.

## طاقم التمثيل
- ليلي كولنز بدور بياض الثلج.
- جوليا روبرتس بدور الملكة سلمنتيانا زوجة الأب.
- آرمي هامر بدور الأمير آلكوت.
- ناثان لين بدور برايتون.
- مير وينينغام بدور مارغيت: طباخة وصديقة بياض الثلج منذ الطفولة.
- مايكل ليرنر بدور البارون.
- شون بين بدور الملك: والد بياض الثلج الذي ذهب إلى الحرب ولم يعد.
- داني ودبرن بدور غريم: قائد الأقزام السبعة.
- مارتن كلبا بدور بلوتشر: القزم الذي كان يعمل جزاراً.
- سيباستيان ساراسينو بدور وولف: القزم الذي يضع قبعة الذئب.
- جوردان برنتيس بدور نابليون: القزم الذي يرتدي قبعة مشابهة لقبعة نابليون.
- مارك بوفينيل بدور هالف باينت: القزم الذي يأكل دائماً.
- رونالد لي كلارك بدور تشاك: القزم الذي يضحك كثيراً.
- ليزا روبرتس بدور الملكة في المرآة: وهي انعكاس صورة لسلمنتيانا وأكثر حكمة منها.
- روبرت إيمس بدور تشارلز: وهو صديق الأمير آلكوت المقرب.
- أليكس لافانوفسي بدور قاضي المدينة. * فرانك يلكر بدور صوت الوحش: وهو مخلوق خيالي برأس يشبه الأسد وقرون غزال وأرجل دجاج وأجنحة نسر بالإضافة إلى الجسم والذيل كالثعبان ومخلب في نهاية الذيل.
  - كما مثّل فرانك يلكر المؤثرات الصوتية للدمى العملاقة.

## التمثيل
جوليا روبرت هي أول من وصلتها دعوة للتمثيل في الفيلم، وذلك لأن المخرج كان يريد أن يحضر هذه الملكة ويحضر معها جمهورها. وذكر لها بأنها ليست «شريرة» بالمعنى الحرفي، ولكنها متزعزعة وغير حكيمة. وأشار بأنه سيكشف عن أن الملكة شريرة في آخر الفيلم فقط.
في الوقع كان المخرج يريد الممثلة سيرشا رونان لأداء دور بياض الثلج ولكن فارق السن بينها وبين آرمي كان كبيراً جداً (هو في الـ25 وهي في الـ17).وقد عرضت فيليسيتي جونز نفسها لتمثيل الدور ولكنه رفض ذلك. في نهاية المطاف أخذت الدور ليلي كولينز.
آرمي هامر هو الذي فاز بدور الأمير بعد أن تنافس عليه.

## الإنتاج
بدأ تصوير الفيلم في 20 يونيو 2011 في مونتريال-كيبيك. وقد صنعوا غلاف الفيلم في منتصف سبتمبر. وتم تسمية الفيلم رسمياً في 4 نوفمبر 2011. وتم إصدار أول إعلان دعائي للفيلم في 30 نوفمبر 2011. وأصدر الغلاف الرسمي في اليوم نفسه. وكان هذا الفيلم هو الأخير الذي عملت فيه المصممة إيكو إيشوكا على تصميم أزيائه قبل وفاتها. وقام بصناعة المؤثرات البصرية كل من: واين برينتون، تيم كاراس، وسيباستيان مورو، وأماندا ديار.
وأعلنت وسائل الإعلام أن كلفة الفيلم حوالي 85 مليون دولار، على الرغم من أن صحيفة لوس أنجلوس تايمز قالت بأن الكلفة الحقيقية أقرب إلى 100 مليون دولار.

## الإصدار
صدر الفيلم في 30 مارس 2012 في دور السينما. وكان من المقرر أن يصدر في 16 مارس 2012 ولكن شركة الإنتاج أجلت موعده طرحه إلى 30 مارس 2012 بالإضافة لذلك كان الأصل أن يصدر في 29 يونيو. وعموماً أعيد ضبط موعد إطلاق الفيلم مرتين حتى استقر في موعده 30 مارس.

### شباك التذاكر (البوكس أوفيس)
في يوم افتتاح الفيلم وصلت عائداته إلى 5.8 مليون دولار. وقد وصل إلى المرتبة الثالثة في شباك التذاكر وذلك بعد فيلم مباريات الجوع وفيلم غضب من الجبابرة. وطيلة الأسبوع تمسّك الفيلم بمرتبته في شباك التذاكر ووصلت عائداته إلى 18.1 مليون دولار. وخلال عرضه حول العالم وصلت عائداته إلى 64,935,167$ في أميريكا الشمالية، و97,900,000$ دولياً، مما يجعلها 162,835,167$ في جملع أنحاء العالم.

### التقييم
تلقى الفيلم ردود فعل متباينة عموماً، وقد أشار موقع الطماطم الفاسدة إلى أن تقييم الفيلم هو 5.6/10 استناداً إلى مراجعة 163 ناقد. وقد تحدث الموقع عن رأيه بشكل عام: «كمعظم أفلام المخرج تيرسم سينغ فإن فيلم مرآتي يا مرآتي جميل بلا شك، ولكن طريقة وضعه لحكاية قديمة يفتقر إلى عمق الأصالة.»  وفي موقع ميتاكريتيك الذي يوم بحساب متوسط التقييم وصلت درجة تقييم الفيلم إلى 46 من أصل 34 مراجعاً، مما يدل على تفاوت واختلاف الآراء حول الفيلم.

### الإصدار المنزلي
صدرت نسخة الديفيدي والبلوراي من الفيلم في 26 يونيو 2012.

### الإصدار الدولي
- روسيا - 15 مارس 2012
- الأرجنتين - 29 مارس 2012
- أستراليا - 29 مارس 2012
- كندا - 30 مارس 2012
- الولايات المتحدة - 30 مارس 2012
- كولومبيا - 30 مارس 2012
- تشيلي - 5 إبريل 2012
- البرازيل - 6 إبريل 2012
- المكسيك - 6 إبريل 2012

## روابط خارجية
- مقالات تستعمل روابط فنية بلا صلة مع ويكي بيانات